# Richmond (stacja)
Richmond – stacja w londyńskiej dzielnicy o tej samej nazwie. Obsługuje London Overground (kolejkę naziemną), linię District metra (jako stacja końcowa) oraz połączenia kolejowe w ramach sieci National Rail, obsługiwane przez South West Trains. Pociągi zapewniają połączenie ze stacją Waterloo oraz Windor and Eton, Riversie, Reading, Kingston i Hounslow.
Sąsiednią stacją dla metra i Overground jest Kew Gardens, dla National Rail sąsiednimi stacjami są North Sheen raz St Margarests.

## Historia
Stacja została oddana do użytku 27 lipca 1845 roku przez Richmond and West End Railway jako stacja końcowa dla nitki łączącej Clapham Junction, Wandsworth i Mortlake. Następnie linia została przedłużona na wschód poza Londyn.
W 1869 otwarto połączenie przez Gunnersbury i Turnham Green, które dziś stanowi nitkę linii District londyńskiego metra.

## Galeria

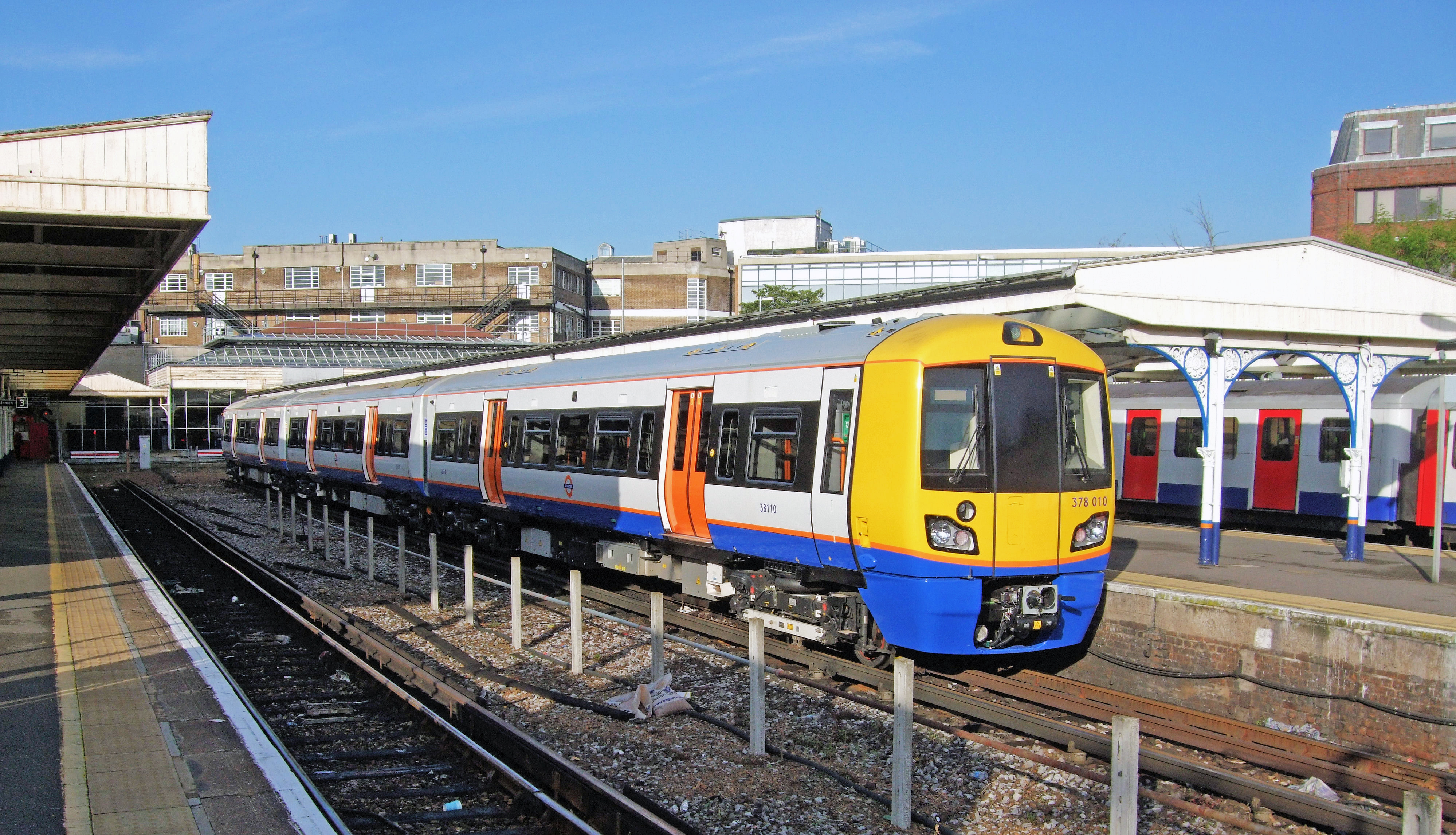
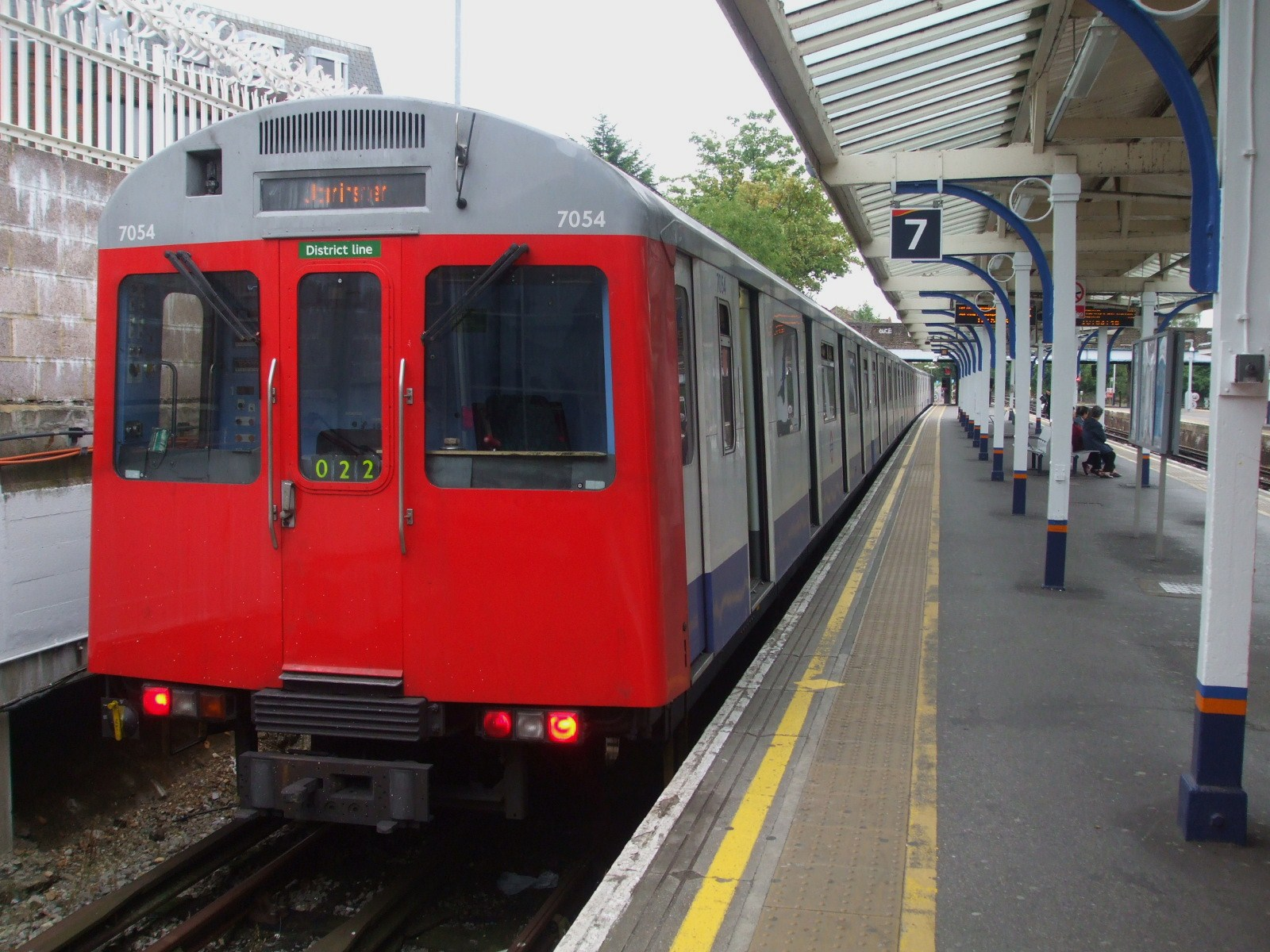
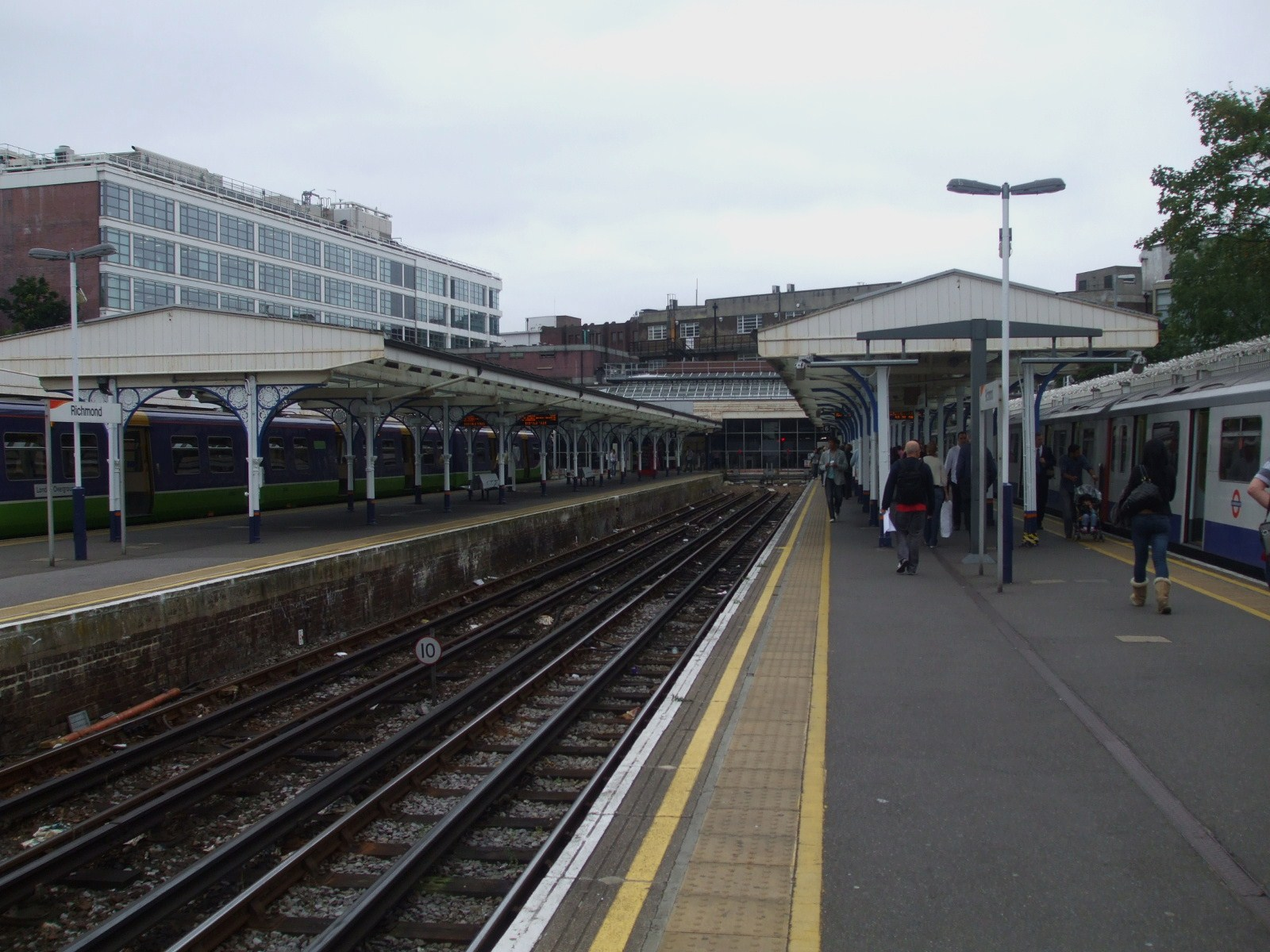